# ESPNU
ESPNU est une chaîne de télévision du groupe américain ESPN spécialisée dans les rencontres sportives universitaires. Elle est produite par ESPN et est basée dans les locaux de la chaîne régionale d'ESPN à Charlotte en Caroline du Nord, comme ESPN Plus.
Comme le reste du réseau ESPN, ESPN U appartient à 80 % à la Walt Disney Company et à 20 % à Hearst Corporation.

## Historique
La chaîne a été lancée le 4 mars 2005 depuis le stade du Gallagher-Iba Arena au sein du campus de l'université d'Oklahoma à Stillwater. La naissance eut lieu lors de la retransmission en direct d'un match de basketball entre l'université d'Oklahoma et celle du Texas.
Ce lancement était une réponse d'ESPN au récent lancement d'une jeune chaîne rivale nommée College Sports TV (CSTV) et rachetée depuis par CBS.
Le 22 novembre 2011, Playdom annonce la fermeture de son jeu ESPNU College Town au 20 décembre 2011;jeu lancé en 2010.

## Émissions
- Bracketology
- Saturday Primetime
- Faces of Sports
- Full Circle
- SportsCenterU
- The U
- Town Hall